# Harcerska Kompania Szturmowa „Jerzyki”

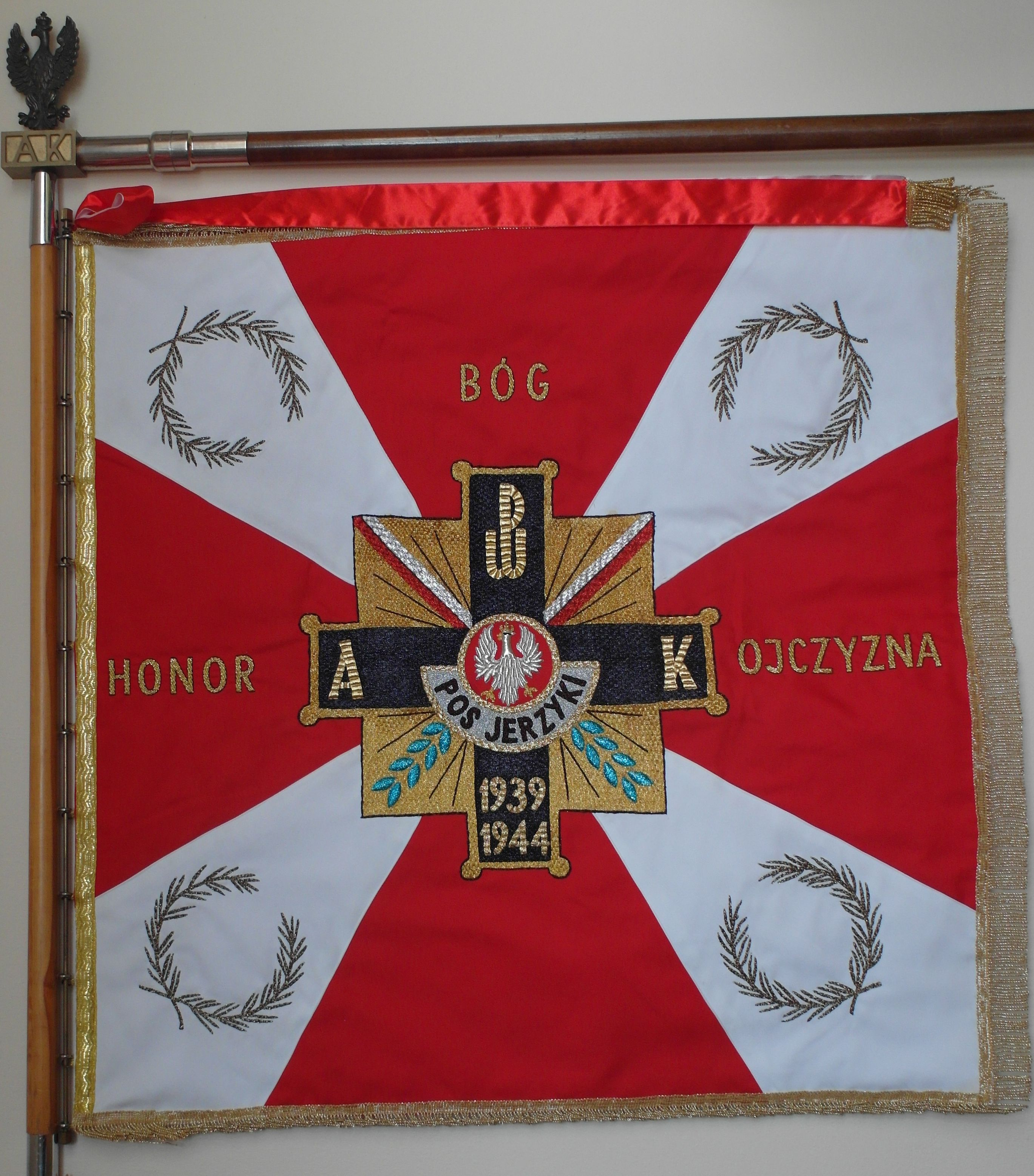
Sztandar Harcerskiej Kompanii Szturmowej „Jerzyki”

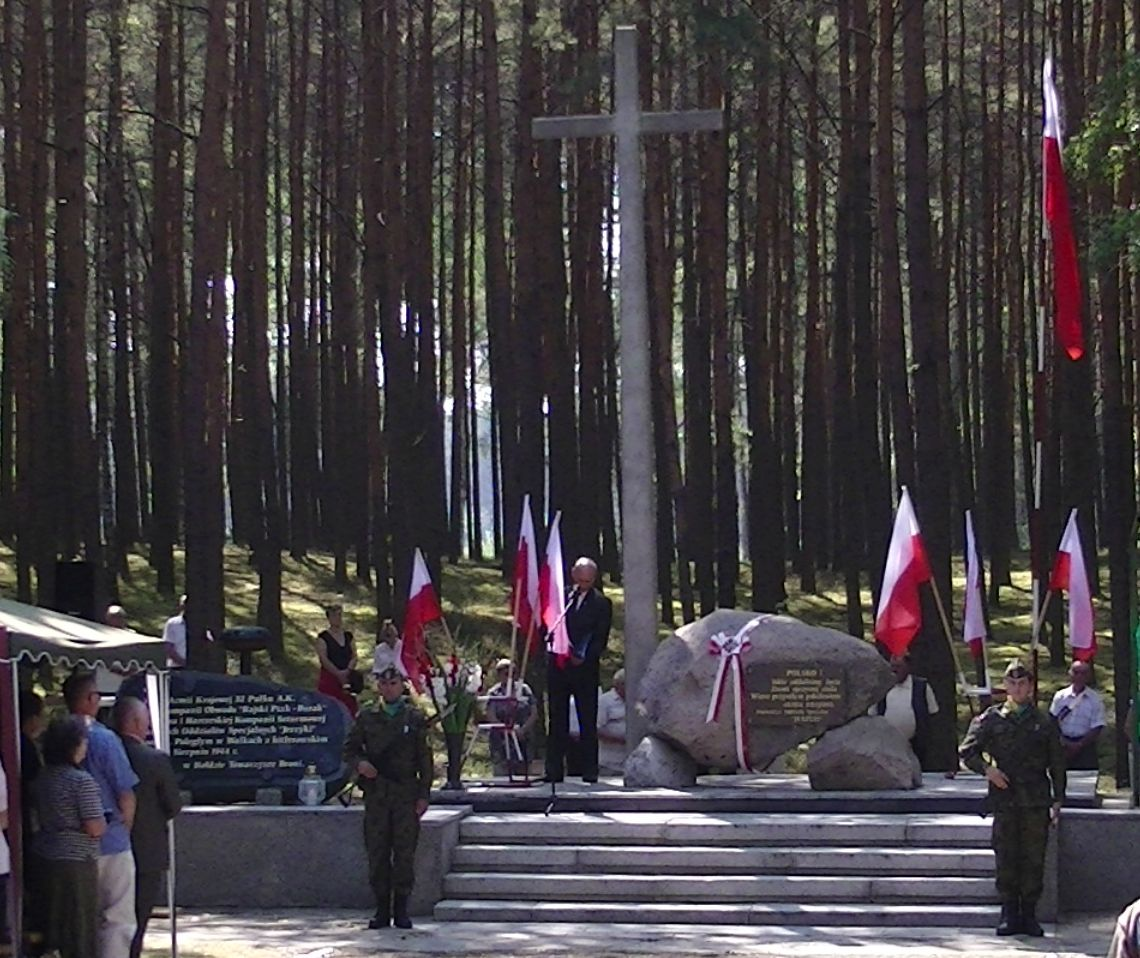
Pomnik we wsi Jerzyska, poświęcony walce Harcerskiej Kompanii Szturmowej „Jerzyki” z Wehrmachtem w sierpniu 1944

Harcerska Kompania Szturmowa „Jerzyki” – harcerski oddział partyzancki z Wołomina wchodzący w skład Powstańczych Oddziałów Specjalnych „Jerzyki”

## Opis
Oddział powstał jesienią 1939 r. W lipcu 1944 r. w związku z przygotowaniami do powstania powszechnego (plan „Burza”) Komenda Główna POS Jerzyki rozkazała wszystkim jednostkom z rejonu warszawskiego skierowania się z pełnym wyposażeniem i uzbrojeniem do Warszawy w celu wzięcia udziału w planowanym powstaniu. Jednakże realizacja tego rozkazu okazała się niemożliwa z powodu bliskości frontu radziecko-niemieckiego. W rezultacie 29 lipca kompania rozpoczęła działania zbrojne w Wołominie i okolicy, zajmując lokalny posterunek policji i podejmując walkę z wycofującymi się wojskami niemieckimi. Następnego dnia nawiązała kontakt i współpracę bojową z czołowymi oddziałami sowieckiej 2 Armii Pancernej Gwardii. W wyniku kontrnatarcia niemieckiego Wołomin został ponownie odzyskany i 2 sierpnia kompania Jerzyków wraz oddziałami Obwodu „Rajski Ptak-Burak” AK i żołnierzami z rozbitych sowieckich jednostek została zmuszona do odejścia do lasów łochowskich, tocząc po drodze ciężkie walki. Przeważające siły niemieckie okrążyły ją jednak i w celu łatwiejszego wyjścia z kotła dowódcy podzielili ją na 3 grupy. Jedna z tych grup wraz ze współdziałającymi z nią oddziałami 32. pp z Grupy Operacyjnej AK Wschód wzięła na siebie ciężar walki, aby umożliwić pozostałym przedarcie się poza okrążenie.
W dniach 12-14 sierpnia 1944 r. pod Jerzyskami doszło do ciężkiej bitwy między ok. 50 partyzantami AK, w tym ok. 20 z Harcerskiej Kompanii Szturmowej Jerzyki, a Niemcami, w wyniku której grupa polskich partyzantów została rozbita. Ranni i wzięci do niewoli zostali rozstrzelani przez żołnierzy Waffen-SS. Pozostali partyzanci przebili się z okrążenia w kierunku północno-wschodnim i po przejściu przez linię frontu wstąpili do LWP.
W lesie na zachód od Jerzysk znajduje się obecnie pomnik upamiętniający partyzantów poległych w bitwie.